# Oskar Potiorek
Oskar Potiorek (* 20. November 1853 in Bleiberg, Kärnten; † 17. Dezember 1933 in Klagenfurt, Kärnten) war österreichisch-ungarischer Offizier, Landeschef von Bosnien und der Herzegowina und bei Beginn des Ersten Weltkriegs Oberkommandierender der Balkanstreitkräfte der Doppelmonarchie. Bekannt wurde er vor allem im Zusammenhang mit dem Attentat von Sarajevo auf Erzherzog-Thronfolger Franz Ferdinand von Österreich-Este und mit den drei gescheiterten Offensiven Österreich-Ungarns gegen Serbien im Jahr 1914.

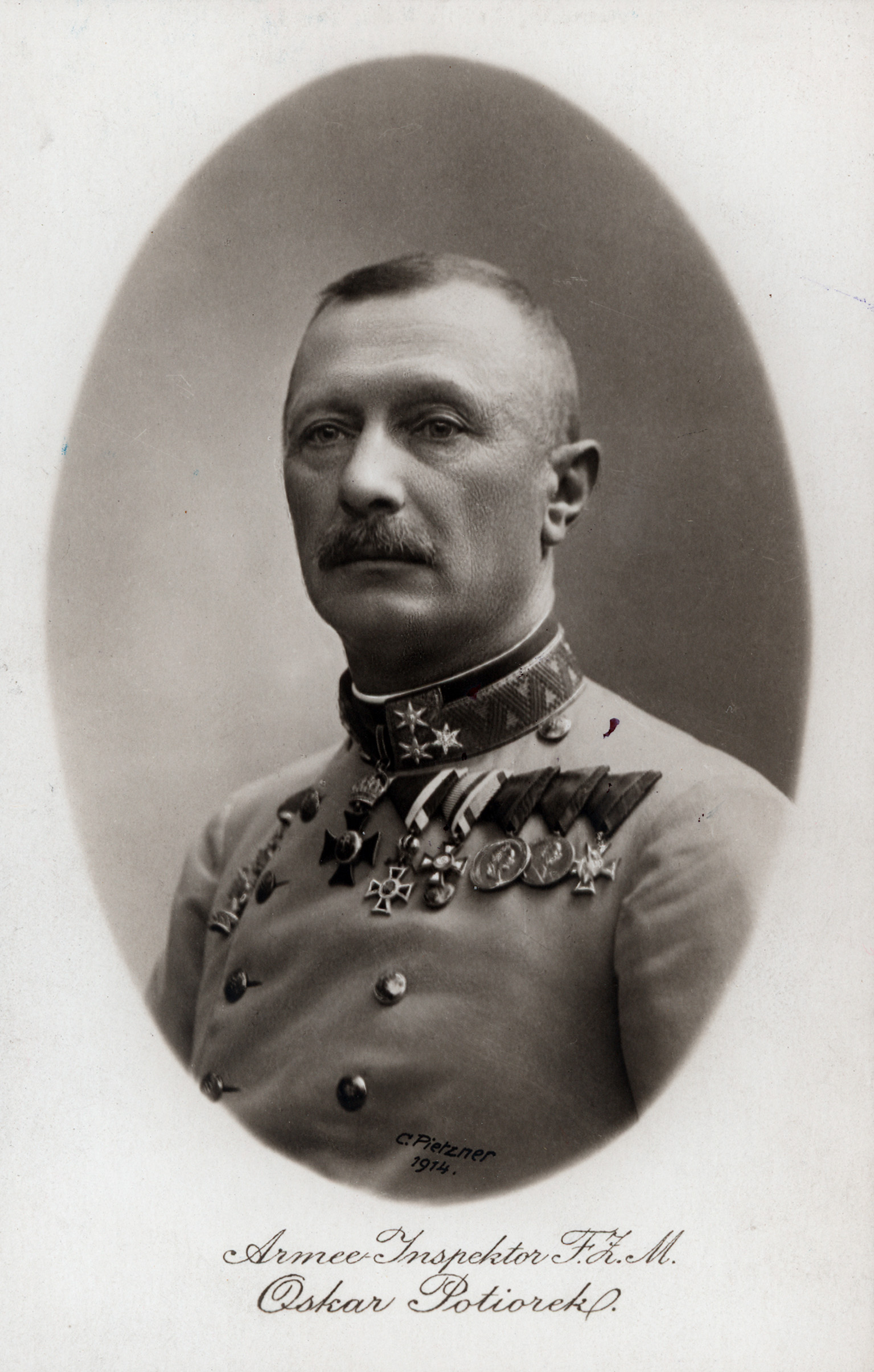
Feldzeugmeister Oskar Potiorek (1914)

## Leben

### Herkunft und Ausbildung
Potiorek war Sohn des Bergbaubeamten Paul Potiorek. Nach dem Schulbesuch wurde er ab 1867 an der Technischen Militärakademie in St. Pölten und ab 1875 an der k.u.k. Kriegsschule in Wien ausgebildet.

### Dienst im Generalstab
Am 1. November 1877 wurde er Generalstabsoffizier bei der 3. Infanterie-Brigade in Wien. Im September und Oktober 1878 wurde er während der Okkupation von Bosnien und der Herzegowina der Generalstabsabteilung des nachmobilisierten V. Armeekorps, dann der 36. Infanterietruppendivision zugewiesen. 1879 wurde er direkt in den Generalstab aufgenommen, als dessen Chef ab 1881 Friedrich von Beck-Rzikowsky fungierte. Zwischen 1. November 1883 und 1. Mai 1886 führte er die 3. Kompanie des Infanterie-Regiments 17 in Laibach. Von 1886 an war er im Büro für operative und besondere Generalstabsarbeiten tätig und wurde am 1. Mai 1887 zum Major, am 1. November 1889 zum Oberstleutnant im Generalstab befördert. Vom 1. November 1890 bis zum 22. Oktober 1891 führte Potiorek das 4. Bataillon des Infanterie-Regiments Nr. 7 in Klagenfurt. Nach Wien zurückgekehrt, übernahm er am 15. März 1892 den Posten des Chefs des Operationsbüros. Seine letzte aktive Truppendienstperiode brachte ihn, seit 1. Mai 1898 zum Generalmajor befördert, nach Budapest, wo er das Kommando der 64. Infanterie-Brigade übernahm.
1902 ernannte ihn Kaiser Franz Joseph I. zum stellvertretenden Generalstabschef der Gemeinsamen Armee. Bei der Neubestellung des Generalstabschefs im Jahre 1906 entschied sich der Kaiser jedoch nicht für Potiorek, sondern auf Wunsch von Erzherzog-Thronfolger Franz Ferdinand für Franz Conrad von Hötzendorf. Potiorek wurde im Februar 1907 Kommandierender General des III. Korps in Graz und am 1. November zum Feldzeugmeister befördert; die Garnisonen des Korps lagen in der Steiermark, in Kärnten, in der Krain, in Görz und in Istrien.

### Landeschef von Bosnien-Herzegowina
Am 16. April 1910 wurde Potiorek zum Armeeinspektor in Sarajevo ernannt, 1911 vom Kaiser zum Landeschef von Bosnien-Herzegowina (Gouverneur des keinem der beiden Reichsteile angehörenden Landes) bestellt. Nun hatte Potiorek eine Doppelfunktion sowohl als ziviler Verwaltungschef, dem Gemeinsamen Finanzminister unterstehend, wie auch als militärischer Oberbefehlshaber des Landes (dem k.u.k. Generalstabschef unterstehend) inne.

### Attentat von Sarajevo
1913 lud Potiorek den Thronfolger zu Manövern nach Bosnien ein, die am 26. und 27. Juni 1914 unter Potioreks Oberbefehl in Gegenwart des Erzherzogs ausgetragen wurden. Die am Abend des 27. Juni aus Sicherheitsbedenken geplante vorzeitige Abreise des Erzherzogs, unter Verzicht auf den für den 28. Juni vorgesehenen Besuch in Sarajevo, lehnte Potiorek unter anderem aus Sorge um sein eigenes Prestige ab.
Am Vormittag des 28. Juni 1914 wurden zwei Anschläge auf Franz Ferdinand und seine Ehefrau, Herzogin Sophie von Hohenberg, verübt. Bei dem ersten Attentat wurde sein enger Vertrauter Erik von Merizzi verletzt. Da man Merizzi im Krankenhaus besuchen wollte, wurde die Route umgeplant. Auf dem Weg vom Rathaus von Sarajevo zum Garnisonshospital wurden Schüsse auf ihre offene Limousine abgegeben, die beide töteten. Potiorek sowie der mitfahrende Besitzer des Wagens, Franz Graf Harrach, und sein Fahrer, Leopold Lojka, blieben unverletzt, obwohl der Attentäter, Gavrilo Princip, später aussagte, er habe mit seinem zweiten Schuss Potiorek töten wollen.

„Potiorek hatte die Verantwortung für die laxen Sicherheitsmaßnahmen zu tragen, ganz zu schweigen davon, dass er nach dem ersten Anschlag darauf gedrängt hatte, den Thronfolger nicht umgehend aus der Stadt bringen zu lassen, ...“

### Erster Weltkrieg
Ungeachtet dieser Katastrophe wurde Potiorek vom Kaiser im Amt belassen und zu Beginn des Ersten Weltkrieges, den Österreich-Ungarn infolge der durch die Ermordung des Thronfolgers verursachten Julikrise mit seiner Kriegserklärung an Serbien Ende Juli 1914 ausgelöst hatte, zum Oberbefehlshaber über die Balkanstreitkräfte der Doppelmonarchie ernannt.
Sein Versuch der schnellen militärischen Niederwerfung Serbiens scheiterte jedoch aufgrund verfehlter Planung und des erbitterten serbischen Widerstands gegen die österreichisch-ungarische Armee. Bei drei Offensiven zwischen August und Dezember 1914 gelang es Potiorek nicht, die serbischen Streitkräfte entscheidend zu schlagen. Serbien blieb in allen größeren Gefechten (Schlacht von Cer im August, Schlacht an der Drina im September und Schlacht an der Kolubara in November und Dezember des Jahres) unbesiegt und zwang die Invasoren schließlich zum Rückzug auf eigenes Gebiet.
Die von Österreich-Ungarns Kriegsbefürwortern oft geschmähte serbische Armee, die an Soldaten und Ressourcen der österreichisch-ungarischen unterlegen und durch die beiden Balkankriege zusätzlich geschwächt war, fügte den bei Kriegsbeginn rund 460.000 Mann zählenden k.u.k. Balkanstreitkräften Verluste von mehr als 200.000 Mann zu (rund 30.000 Tote und über 170.000 Verwundete und wegen extremen Schlechtwetters im Feld Erkrankte). 70.000 weitere k.u.k. Soldaten gerieten in serbische Kriegsgefangenschaft.
Potiorek hatte in seinen Planungen die Logistik vernachlässigt und seine Soldaten überbeansprucht: Der Glaube an die kriegsentscheidende Rolle der Willenskraft und die Rücksichtslosigkeit beim Einsatz der von ihm befehligten Truppen kamen bei Potiorek besonders deutlich zum Vorschein …. Nach dem Scheitern seiner letzten Offensive gegen Serbien wurde er schließlich am 1. Jänner 1915 seines Postens enthoben und gleichzeitig pensioniert.

### Nach dem Krieg

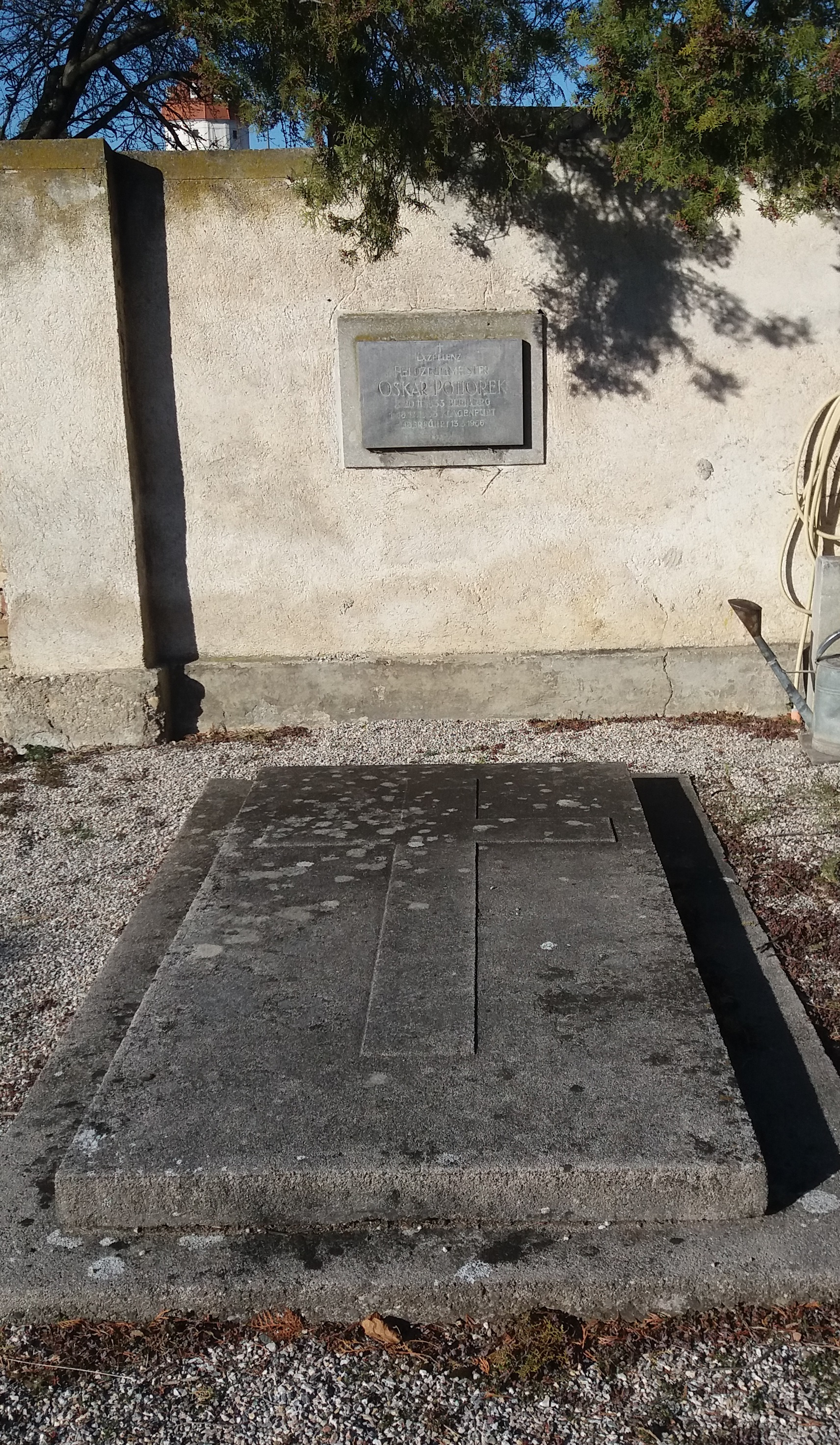
Grabstätte Potioreks auf dem Friedhof der Theresianischen Militärakademie

Potiorek, der sich auf Grund seiner Entlassung zeitweise mit Selbstmordgedanken trug, lebte bis zu seinem Tod zurückgezogen in Klagenfurt. Das Sofa, auf das Thronfolger Franz Ferdinand nach dem Attentat gebettet worden war und auf dem er wenig später starb, bewahrte Potiorek bis zuletzt in seiner Wohnung auf. Es ist heute im Heeresgeschichtlichen Museum in Wien zu sehen.
Oskar Potiorek verstarb am 17. Dezember 1933 nach mehreren Schlaganfällen und wurde auf dem Friedhof Annabichl in Annabichl (seit 1938 ein Bezirk von Klagenfurt) beigesetzt. 1966 wurde der Metallsarg mit seinen sterblichen Überresten in eine Gruft auf dem Friedhof der Theresianischen Militärakademie in Wiener Neustadt überführt.